# Лора Вандервурт
Лора Вандерворт (на английски: Laura Vandervoort) е канадска актриса.

## Биография
Родена е на 22 септември 1984 г. в Торонто, Онтарио, Канада. Майка ѝ е канадка, а баща ѝ е холандец. Внучка на Фред Сангър, местна хокей легенда от Гренд Фолс-Уиндзър. Тя завършва колежа Йорк Милс в Северен Йорк, Онтарио. Дебютира в САЩ с филма на Уолт Дисни „Мама има среща с вампир“ („Mom's Got a Date with a Vampire“) през 2000 г.
Вандерворт играе Сейди Харисън в сериала „Звезден миг“. Тя се е появявала в „От местопрестъплението“ и „Досиетата на Дрезден“.
През 2007 г. тя е включена в актьорския състав за седмия сезон на „Смолвил“ в ролята на Кара Кент или Супергърл, криптонската братовчедка на Кларк.